# Candidaturas para organizar la Eurocopa Femenina 2025
El proceso de candidatura para la Eurocopa Femenina de la UEFA 2025 finalizó el 4 de abril de 2023 en Lisboa, Portugal, cuando se anunció que Suiza sería la anfitriona.

## Requisitos
Las agencias de medios revelaron el 11 de noviembre de 2020 que el organismo rector del fútbol europeo, la UEFA, decidirá sobre la sede de la Eurocopa Femenina de la UEFA de 2025 en diciembre de 2022. La solicitud de sede debe presentarse a más tardar en agosto de 2022. La candidatura El concepto de la UEFA Euro 2024 se ratificó el 1 de febrero de 2019.
Se espera que el torneo continúe con el formato de las ediciones de 2017 y 2022 , con un total de 31 partidos durante una duración de hasta 25 días, con 16 equipos compitiendo en el torneo.
Los requisitos para los estadios son los siguientes:
- 6 a 8 estadios con 8,000 - 20,000 asientos
- 1 estadio con al menos 20.000 asientos (posible sede final)
- 4 instalaciones de entrenamiento de calidad por estadio
- 4 hoteles por estadio

## Calendario
| Fecha                 | Notas                                                         |
| --------------------- | ------------------------------------------------------------- |
| 1 de junio de 2019    | Se anunció la apertura de ofertas                             |
| 12 de octubre de 2022 | Plazo de presentación de ofertas                              |
| 4 de abril de 2023    | Anuncio del país anfitrión por el Comité Ejecutivo de la UEFA |

## Candidaturas confirmadas
Ocho federaciones nacionales europeas señalaron a la UEFA su interés en organizar la Eurocopa Femenina de la UEFA 2025:

#### Polonia
El 3 de junio de 2021, Zbigniew Boniek, director de la Asociación Polaca de Fútbol, anunció que la asociación había presentado su candidatura ante la UEFA para albergar el Campeonato Femenino de 2025, citando que el fútbol femenino está ganando popularidad en muchos países europeos. Polonia acogió previamente la Eurocopa masculina en 2012 en conjunto con Ucrania y la Copa Mundial Sub-20 de la FIFA 2019.
Las siguientes son las 10 ciudades anfitrionas y estadios seleccionados para la candidatura de Polonia.
| Ciudad        | Estadio                          | Capacidad |
| ------------- | -------------------------------- | --------- |
| Breslavia     | Stadion Wrocław                  | 45,105    |
| Gdańsk        | Arena Gdansk                     | 43,615    |
| Cracovia      | Stadion Miejski Henryk Reyman    | 33,326    |
| Varsovia      | Stadion Wojska Polskiego         | 31,800    |
| Białystok     | Stadion Miejski (Białystok)      | 22,386    |
| Łódź          | Stadion Miejski Władysława Króla | 18,029    |
| Lublin        | Arena Lublin                     | 15,500    |
| Tychy         | Stadion Miejski (Tychy)          | 15,500    |
| Gdynia        | Stadion Miejski (Gdynia)         | 15,139    |
| Bielsko-Biała | Stadion Miejski (Bielsko-Biała)  | 15,076    |

#### Suiza
Suiza busca albergar su primera Eurocopa Femenina de la UEFA en la historia del país. la Asociación Suiza de Fútbol confirmó su interés en noviembre de 2021. Si se otorga, sería diecisiete años después de que Suiza organizara la Eurocopa 2008 en conjunto con Austria. El 23 de marzo de 2022, la Asociación de Fútbol de Liechtenstein se unió a la candidatura suiza, en la que Hugo Quaderer, presidente de LFV, dijo: "Los fanáticos del fútbol de Liechtenstein nunca han tenido la oportunidad de experimentar en vivo los partidos de una de las copas más importantes del fútbol europeo. prácticamente en su puerta. Por lo tanto, estaríamos muy contentos si Suiza se adjudicara el contrato con Vaduz como sede". Sin embargo, en septiembre de 2022 se descartaron los planes para una organización en conjunto.
Las siguientes son las 9 ciudades anfitrionas y estadios para la candidatura de Suiza:
| Ciudad     | Estadio              | Capacidad |
| ---------- | -------------------- | --------- |
| Basilea    | St. Jakob-Park       | 38,512    |
| Berna      | Stadion Wankdorf     | 31,783    |
| Ginebra    | Stade de Genève      | 30,084    |
| Zürich     | Stadion Letzigrund   | 26,104    |
| St. Gallen | kybunpark            | 19,694    |
| Lucerna    | Swissporarena        | 16,800    |
| Sion       | Stade de Tourbillon  | 16,263    |
| Lausanne   | Stade de la Tuilière | 12,544    |
| Thun       | Stockhorn Arena      | 10,398    |

#### Dinamarca, Finlandia, Noruega y Suecia
El 15 de octubre de 2021, la Asociación Danesa de Fútbol anunció que los países nórdicos (Dinamarca, Finlandia, Noruega y Suecia), con el apoyo de Islandia y las Islas Feroe, confirmaron sus candidaturas para albergar la Eurocopa Femenina 2025. La siguiente declaración, mencionada por Jesper Møller, presidente de la Asociación Danesa de Fútbol (DBU): "En la DBU y en las asociaciones nórdicas de fútbol tenemos visiones muy ambiciosas para el desarrollo del fútbol femenino. Durante cuatro años, hemos trabajado en estrecha colaboración con nuestros colegas nórdicos para crear un fuerte apuesta por una ronda final. Estamos convencidos de que una sede nórdica para la UEFA Euro 2025 será fantástica para el fútbol femenino: aficionados, jugadoras, partes interesadas y la UEFA".
La directora de Desarrollo del Fútbol Femenino de la Federación Finlandesa de Fútbol, Heidi Pihlaja, dijo en un comunicado de prensa: "La candidatura para la fase final del Campeonato de Europa, junto con los demás países nórdicos, es una parte clave de nuestro objetivo de fortalecer el fútbol como deporte para mujeres y niñas. ". Los cuatro países albergaron previamente el torneo en 1984, 1987, 1991, 1995, 1997, 2009 y 2013. Si la candidatura tiene éxito, será la segunda vez en la historia que cuatro países copatrocinen un gran torneo de fútbol, después de la Copa Asiática masculina de 2007 (organizado por Indonesia, Malasia, Tailandia y Vietnam).
Las siguientes son las 9 ciudades anfitrionas y estadios seleccionados para la candidatura nórdica:
| Ciudad     | Estadio                  | Capacidad |
| ---------- | ------------------------ | --------- |
| Copenhagen | Parken Stadion           | 38,065    |
| Odense     | Odense Stadion           | 15,633    |
| Helsinki   | Helsinki Olympic Stadium | 30,084    |
| Tampere    | Tampere Stadion          | 16,800    |
| Oslo       | Ullevaal Stadion         | 28,000    |
| Trondheim  | Lerkendal Stadion        | 21,405    |
| Gotemburgo | Gamla Ullevi             | 18,600    |
| Solna      | Friends Arena            | 50,000    |
| Estocolmo  | Tele2 Arena              | 30,000    |

#### Francia
Francia nunca ha sido sede de la Eurocopa Femenina de la UEFA, pero la Federación Francesa de Fútbol declaró su interés en albergarla por primera vez en la historia del país. Si se selecciona a Francia, se cumplirían seis años después de que Francia fuera sede de la Copa Mundial Femenina de Fútbol de 2019. Sin embargo, el país ya acogió las Eurocopas masculinas de 1960, 1984 y 2016.
Las siguientes son las 8 ciudades presentadas como anfitrionas de la candidatura de Francia:
| Ciudad       | Estadio                 | Capacidad |
| ------------ | ----------------------- | --------- |
| Lyon         | Parc Olympique Lyonnais | 59,186    |
| Paris        | Parc des Princes        | 48,583    |
| Lens         | Stade Bollaert-Delelis  | 38,223    |
| Nantes       | Stade de la Beaujoire   | 35,322    |
| Metz         | Stade Saint-Symphorien  | 30,000    |
| Rennes       | Roazhon Park            | 29,194    |
| Valenciennes | Stade du Hainaut        | 25,172    |
| Reims        | Stade Auguste Delaune   | 20,519    |

## Candidaturas canceladas

#### Dinamarca
En febrero de 2019, la Asociación Danesa de Fútbol manifestó su intención de presentar una oferta, inspirada por el reciente éxito de la selección femenina de fútbol de Dinamarca. También se mencionó que era posible una oferta conjunta con los otros países nórdicos. Dinamarca fue sede de la Eurocopa Femenina de la UEFA de 1991, con las ciudades anfitrionas de Aalborg, Frederikshavn y Hjørring. A partir de julio de 2020, ya se ha creado un comité de candidaturas para facilitar el intento danés de albergar el torneo. Sin embargo, según el presidente de la Asociación Danesa de Fútbol Jesper Møller, también habrá una modernización de varios de los estadios daneses si el deseo de postularse se hace realidad.
El 15 de octubre de 2021, el presidente de la Asociación Danesa de Fútbol, Jesper Møller, anunció en rueda de prensa que su asociación abandonó su plan original de organizar el torneo de forma independiente y se centrará en los planes de la candidatura nórdica.
Las siguientes fueron las 12 ciudades y estadios seleccionados para la posible candidatura de Dinamarca.
| Ciudad     | Estadio               | Capacidad |
| ---------- | --------------------- | --------- |
| Copenhague | Parken Stadion        | 38,065    |
| Brøndby    | Brøndby Stadion       | 29,000    |
| Aarhus     | Ceres Park            | 19,433    |
| Esbjerg    | Blue Water Arena      | 18,000    |
| Odense     | Odense Stadion        | 15,790    |
| Aalborg    | Aalborg Portland Park | 13,800    |
| Herning    | MCH Arena             | 11,423    |
| Horsens    | CASA Arena Horsens    | 10,400    |
| Randers    | Randers Stadion       | 10,300    |
| Haderslev  | Sydbank Park          | 10,000    |
| Silkeborg  | JYSK Park             | 10,000    |
| Viborg     | Energi Viborg Arena   | 9,566     |

#### Ucrania
La Asociación Ucraniana de Fútbol había declarado su interés en albergar el torneo en noviembre de 2021. Habría sido la primera vez que Ucrania albergaba el evento, trece años después de albergar la Eurocopa masculina 2012 en conjunto con Polonia. Sin embargo, después de la invasión rusa de Ucrania en 2022, los planes de organización de Ucrania quedaron en el limbo debido a la guerra.